# ベル イーグル・アイ
イーグル・アイ
アメリカ沿岸警備隊仕様の塗装が施された試作機
- 用途：無人偵察機
- 分類：ティルトローター機
- 製造者：ベル・ヘリコプター
- 運用者：なし
- 初飛行：1998年3月6日

ベル イーグル・アイ（Bell Eagle Eye）は、アメリカ合衆国のベル・ヘリコプター社が開発したティルトローター式の無人航空機（UAV）である。ベル社の内部呼称はモデル 918(Bell Model 918)。
垂直離着陸可能でありながら高速・長航続距離で、また小規模な設備でも運用できることから、特に艦載機として注目されている。

## 概要
ベル イーグル・アイは、ティルトローター方式の採用により、完全無人でありながら巡視船やフリゲートなどの小規模なヘリコプター用飛行甲板からでも離着陸でき、かつ、従来のヘリコプターよりも優れた飛行性能を備え、長時間の洋上哨戒が可能である。
イーグル・アイは、アメリカ海軍のVT-UAV（Vertical Takeoff - UAV）計画に応じて開発された。開発計画は、1993年に制作された8分の7スケールのプロトタイプであるTR911Xをもって開始され、複合材料を多用した機体の設計は、スケールド・コンポジッツ社によって行われた。
2機の技術実証機はアリソン 250を胴体に単発に配し、トランスミッションを介して両翼端のローターを駆動させる方式を取っており、この技術実証機は1998年3月6日に初飛行を行なった のち、飛行試験に入った。第1フェーズは地上発進での試験であり、1998年4月に完了した。続いて開始された第2フェーズは艦上運用試験であった。この試験中、試作1号機は事故によって失われたが、2号機によって試験は成功裏に終了した。一連の試験によって達成された成果は、到達飛行高度4,450m、巡航速度370km/h以上、滞空1.7時間、航続580 km余りであった。
この試験結果に感銘を受けたアメリカ沿岸警備隊は、当時進めていた装備の刷新計画であるディープウォーター計画のもと、フルスケールの機体の試作を要求した。この機体はTR918と呼ばれ、プラット・アンド・ホイットニー社製 P200/55 ターボシャフト・エンジンを単発に配していた。その後、2002年夏、アメリカ沿岸警備隊は同機の導入を正式に決定した。沿岸警備隊の導入型は、TR918よりもさらに大型化しており、370km/hの最高速度を発揮し、90 kgのペイロードを搭載して5.5時間の航続距離を有していた。
アメリカ沿岸警備隊に加えてアメリカ海軍、アメリカ海兵隊、また日本の海上自衛隊や海上保安庁も導入を検討していると言われていた。また、2004年夏には、フランスのSAGEM社、ドイツのラインメタル社と、ヨーロッパでの販売について協力関係を結んでいる。しかし2007年、沿岸警備隊は本機の整備計画の中断を発表した。これは、カッターから運用する回転翼機についてさらなる検討が必要となったためであるとされている。

## 要目
- 乗員：なし
- ペイロード：91 kg (200 lb)
- 全長：5.56 m (18 ft 3 in)
- 全高：1.88 m (6 ft 2 in)
- 翼幅：7.37 m (24 ft 2 in)
- ローター直径： 各 3.05 m (10 ft 0 in)
- ローター回転面積：14.6 m² (157 ft²)
- 動力：プラット・アンド・ホイットニー・カナダ PW207D ターボシャフト, 478 kW (641 hp) × 1
- 最大速度：360 km/h  (225 mph)
- 滞空時間：6 時間
- 上昇限度：6,096 m (20,000 ft)

## 登場作品
『自衛隊三国志』
三国時代へタイムスリップした自衛隊国際連合平和維持活動（PKO）部隊の装備として登場。曹操軍の偵察に使用される。